# Fond soudržnosti
Fond soudržnosti neboli Kohezní fond je fond Evropské unie určený na podporu chudších států, nikoli regionů. Tím se liší od Evropského sociálního fondu a Evropského fondu pro regionální rozvoj, a nepatří proto do strukturálních fondů, bývá však řazen mezi investiční fondy EU. 
Fond přispívá na intervence v oblasti životního prostředí a v oblasti transevropských dopravních sítí TEN-T.
Uplatňuje se pro členské státy s hrubým národním důchodem (HND) nižším než 90 % průměru EU. Jako takový zahrnuje nové členské státy EU a také Řecko a Portugalsko.

## Historie
Fond soudržnosti vznikl v roce 1993.  Právním základem je článek 177 (zejména jeho druhý odstavec) Smlouvy o fungování Evropské unie. Od 1.5. 2004 se týká Řecka, Portugalska, Španělska, Kypru, Česka, Estonska, Maďarska, Lotyšska, Litvy, Malty, Polska, Slovenska a Slovinska. Později přibyly Bulharsko, Chorvatsko a Rumunsko.

## Současnost
Pravidla pro Fond soudržnosti na období 2021–2027 jsou stanovena v novém nařízení
o EFRR a o Fondu soudržnosti. Nařízení zachovává tematické zaměření. Fond soudržnosti bude podporovat dva specifické cíle nové politiky soudržnosti: ekologičtější, nízkouhlíkové a oběhové hospodářství (cíl 2) a propojenější Evropu (cíl 3). Nová politika soudržnosti rovněž určila činnosti, které z Fondu soudržnosti nejsou podporovány. Patří k nim vyřazování jaderných elektráren z provozu nebo jejich výstavba, letištní infrastruktura (kromě nejvzdálenějších regionů) a některé operace nakládání s odpady (např. skládkování). Kromě toho Fond soudržnosti nesmí podporovat investice do bydlení, pokud nesouvisejí s podporou energetické účinnosti nebo využíváním obnovitelné energie.
Fond soudržnosti bude v období po roce 2020 financovat projekty v týchž 15 členských státech jako v programovém období 2014–2020. Míra spolufinancování může stále dosáhnout až 85 % hodnoty projektů.
Pro Česko je ve Fondu soudržnosti na období 2021–2027 vyčleněno až 7389 milionů Eur.